# Eyðun Elttør
Eyðun Elttør (Klaksvík, 1941. március 23.) feröeri politikus, a Sjálvstýrisflokkurin tagja és korábbi elnöke.

## Pályafutása
Képzettségére nézve gépmester. A SEV-nél dolgozott.
1998. május 15. és 2004. február 3. között Anfinn Kallsberg első és második kormányának olajügyi és környezetvédelmi minisztere volt. Ő volt az egyetlen olajminiszter Feröer történetében, és nagy csalódottságot okozott, amikor kiderült, hogy a próbafúrások nagy része sikertelennek bizonyult. Ennek ellenére a kőolaj és földgáz utáni kutatófúrások nem álltak le, de Jóannes Eidesgaard az olajügyet a minisztériumi szintről az Oljufyrisitingin (Olajhivatal) hatáskörébe utalta.
2001 és 2003 között a Sjálvstýrisflokkurin elnöki posztját töltötte be.

## Magánélete
Szülei Ella és Eli Elttør Klaksvíkból. Felesége Oddbjørg Elttør szül. Jacobsen.

## Fordítás
- Ez a szócikk részben vagy egészben a Eyðun Elttør című norvég Wikipédia-szócikk ezen változatának fordításán alapul.  Az eredeti cikk szerkesztőit annak laptörténete sorolja fel. Ez a jelzés csupán a megfogalmazás eredetét és a szerzői jogokat jelzi, nem szolgál a cikkben szereplő információk forrásmegjelöléseként.